# Træbriket
Træbriketter er fremstillet af savspåner og/eller høvlespåner.

## Fremstilling
Træbriketten fremstilles i et værktøj under ekstremt højt tryk, ca. 400 bar.
Træbriketter kan fremstilles af mange forskellige træsorter, hvor de mest almindelige er:
- Fyrretræ
- Bøgetræ
- Egetræ
- Robinietræ

samt blandede træsorter

## Brændværdi
Kvaliteten af træbriketter afhænger dels af brændværdien af det anvende træ og af:
- Andelen af bark og andre urenheder med lav eller ingen brændeværdi (Renere træ giver mindre aske).
- Vandindholdet i det anvendte træ.
- Hvor hårdt træbriketten er preset (Hårdt pressede træbriketter har længere brændetid).

Træbrikketens brændværdi angives ofte i forbindelse med salget.
Nogle gange ser man også udtrykkene glødetid og brændetid angivet. De bedste træbriketter kan gløde i op til 12 timer, men det mest almindelige er et par timers glødetid.